# سارگپه شانه‌سرخ
سارگپهٔ شانه‌سرخ (نام علمی: Buteo lineatus) نام یک گونه از سرده سارگپه‌ها است.

## نگارخانه

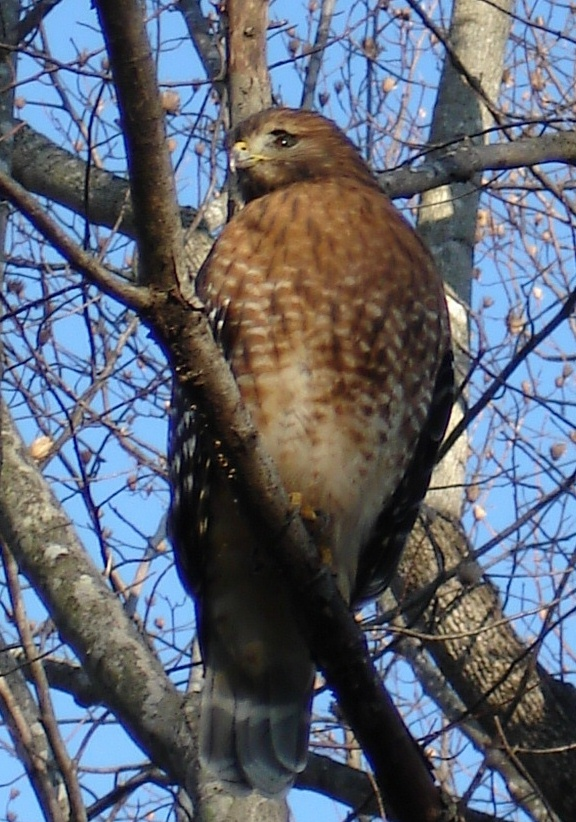
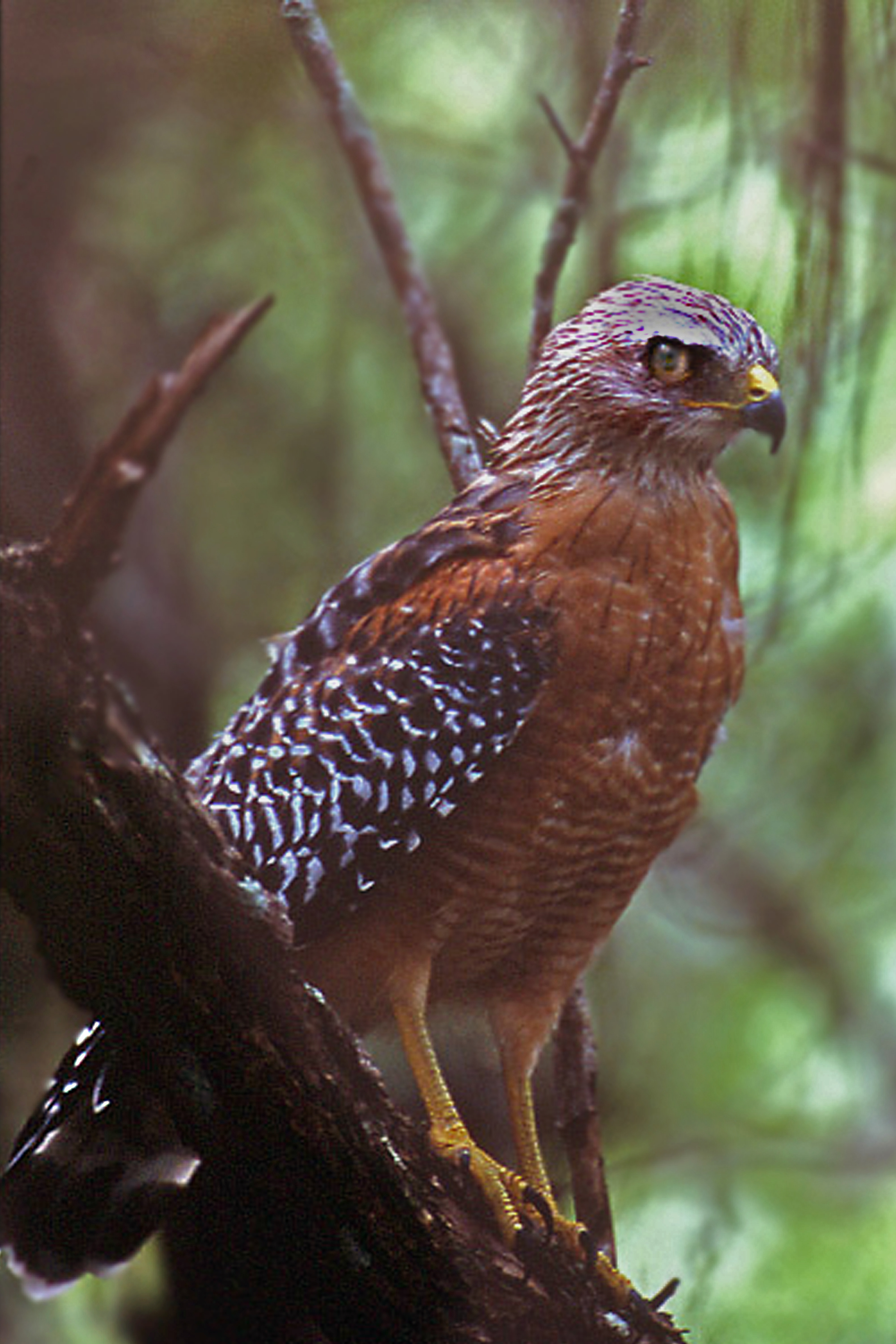
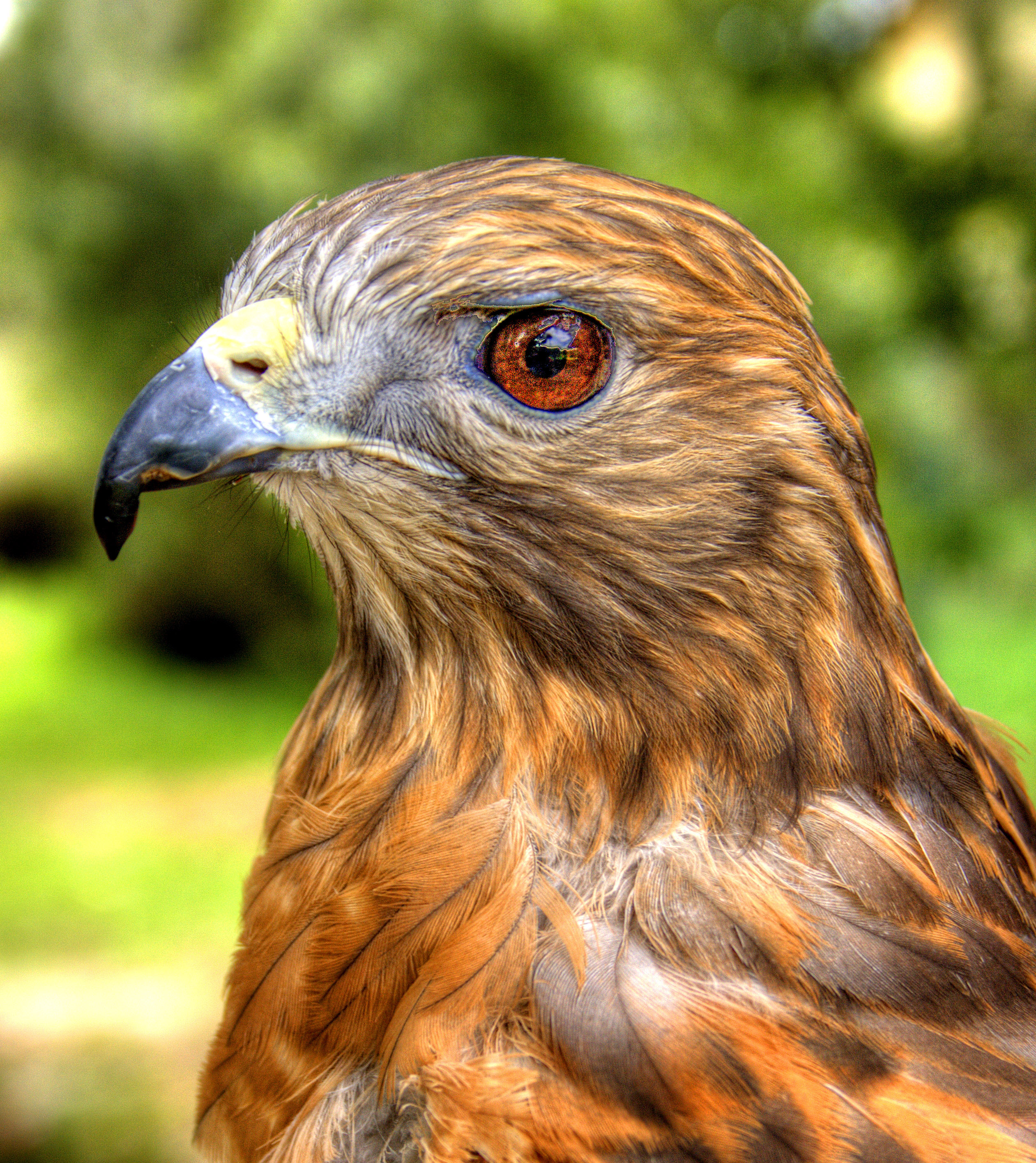
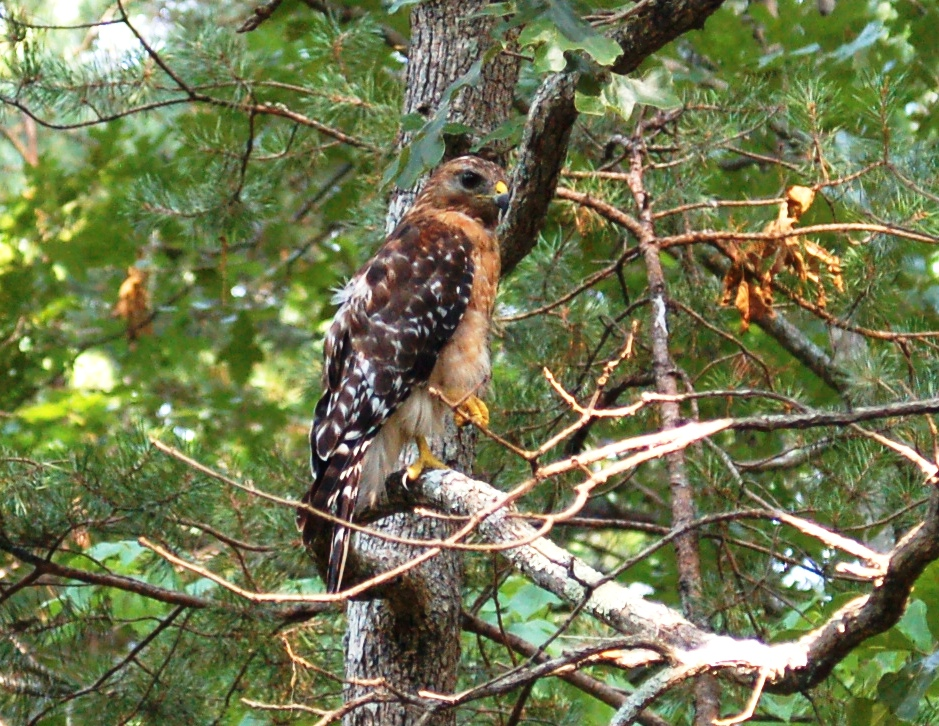
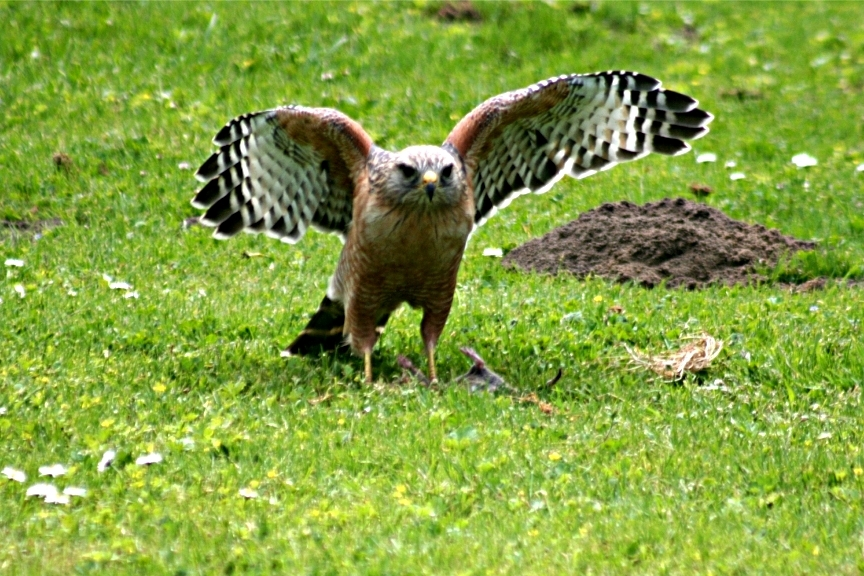
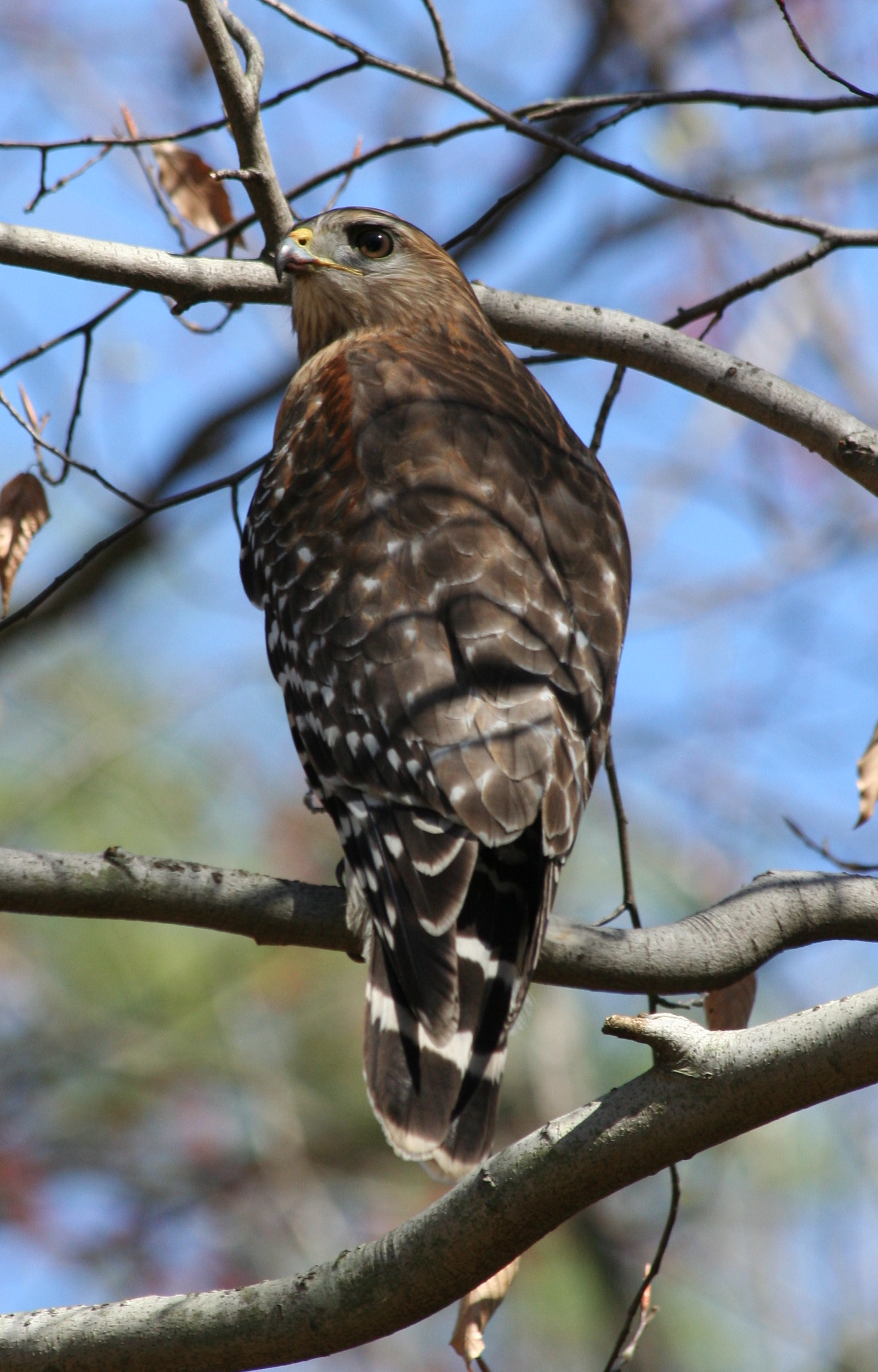
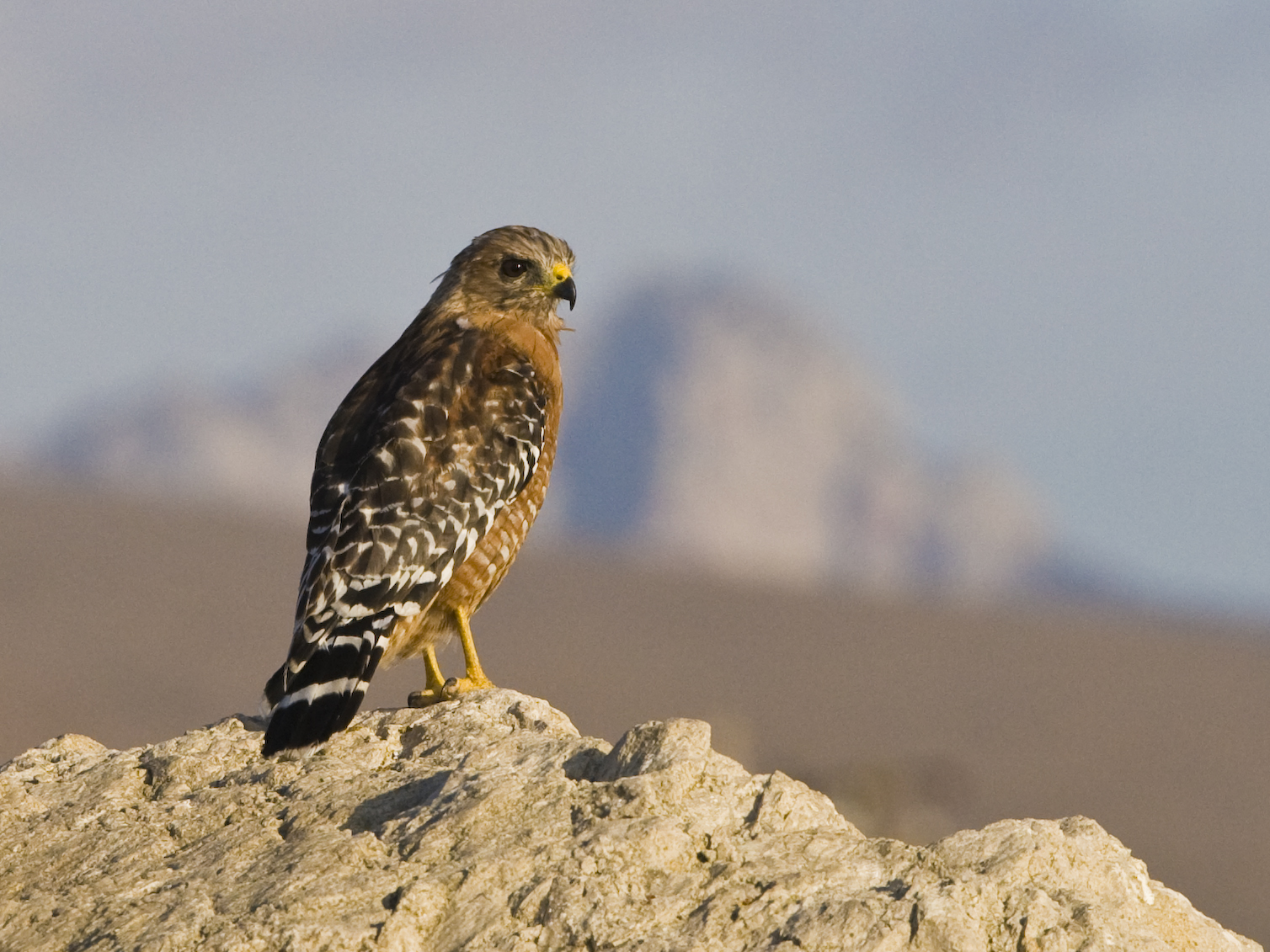
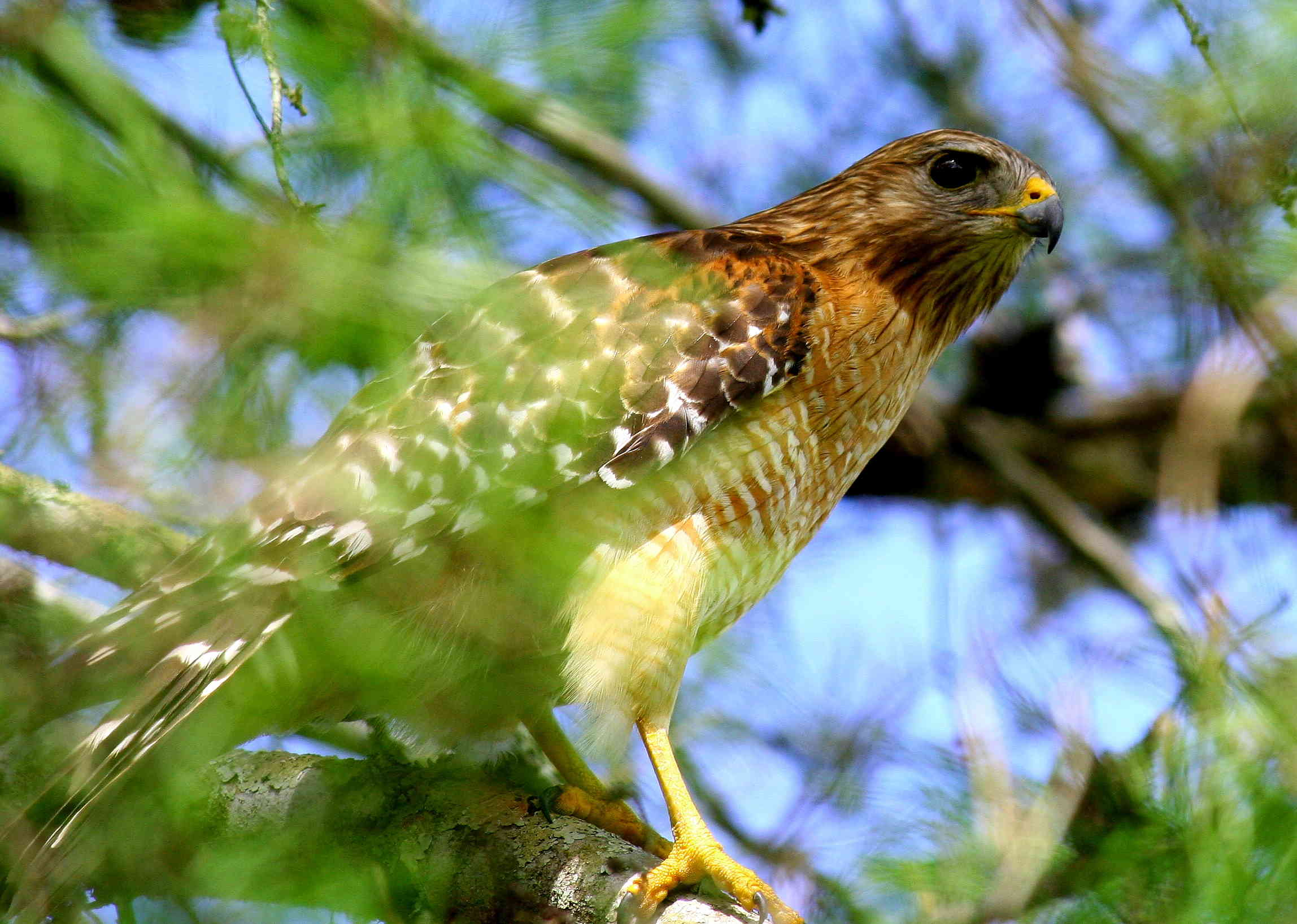
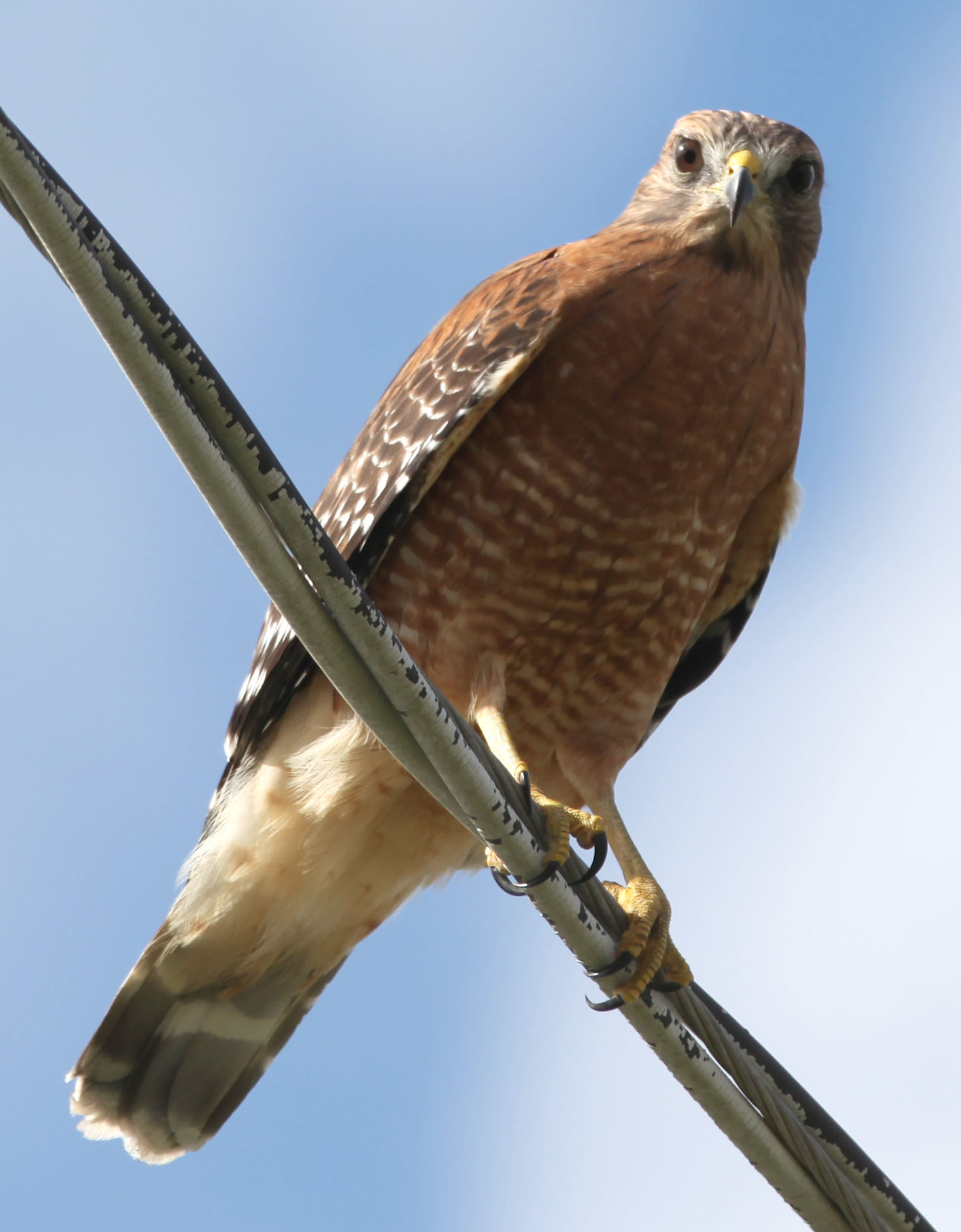
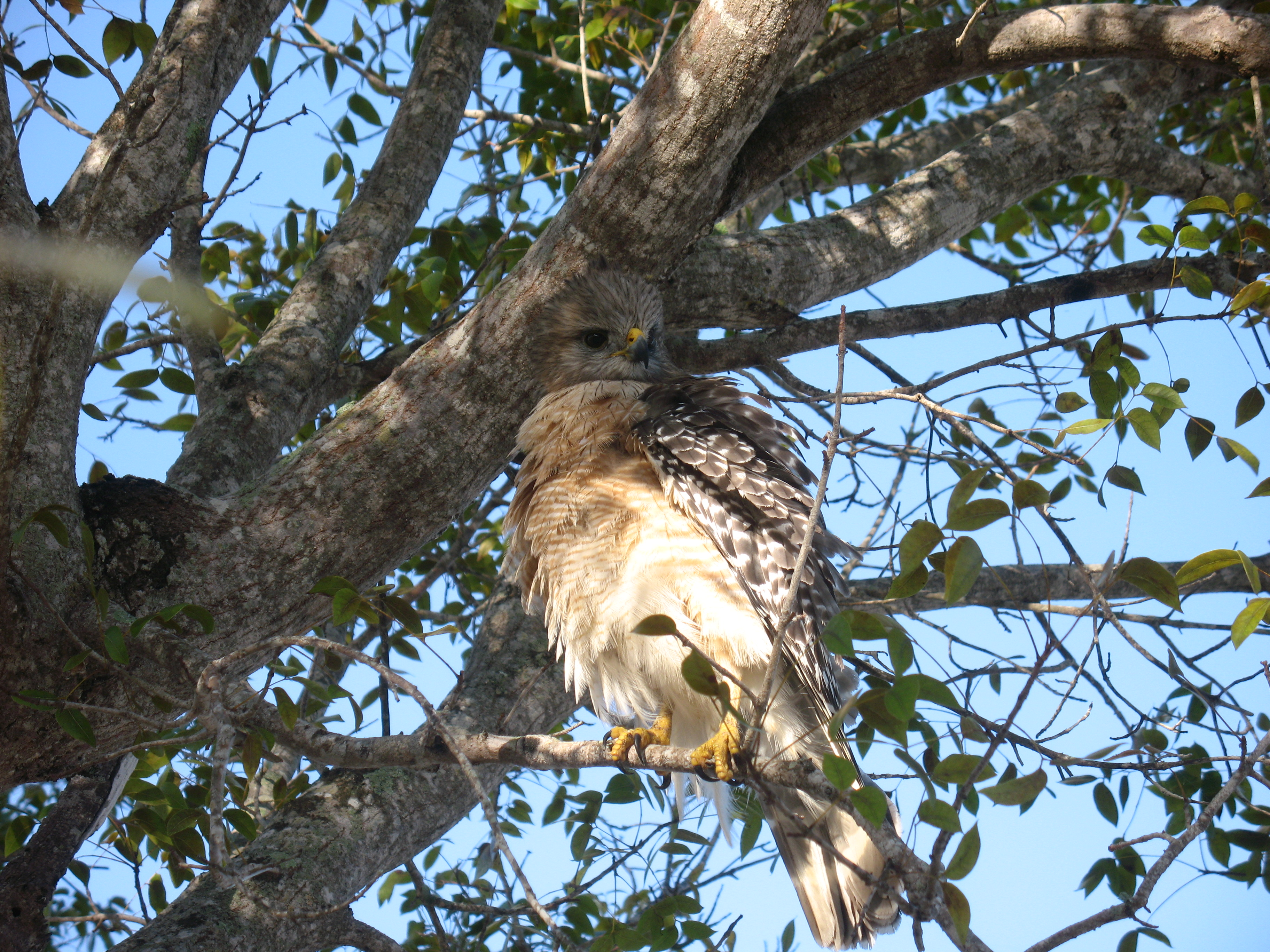
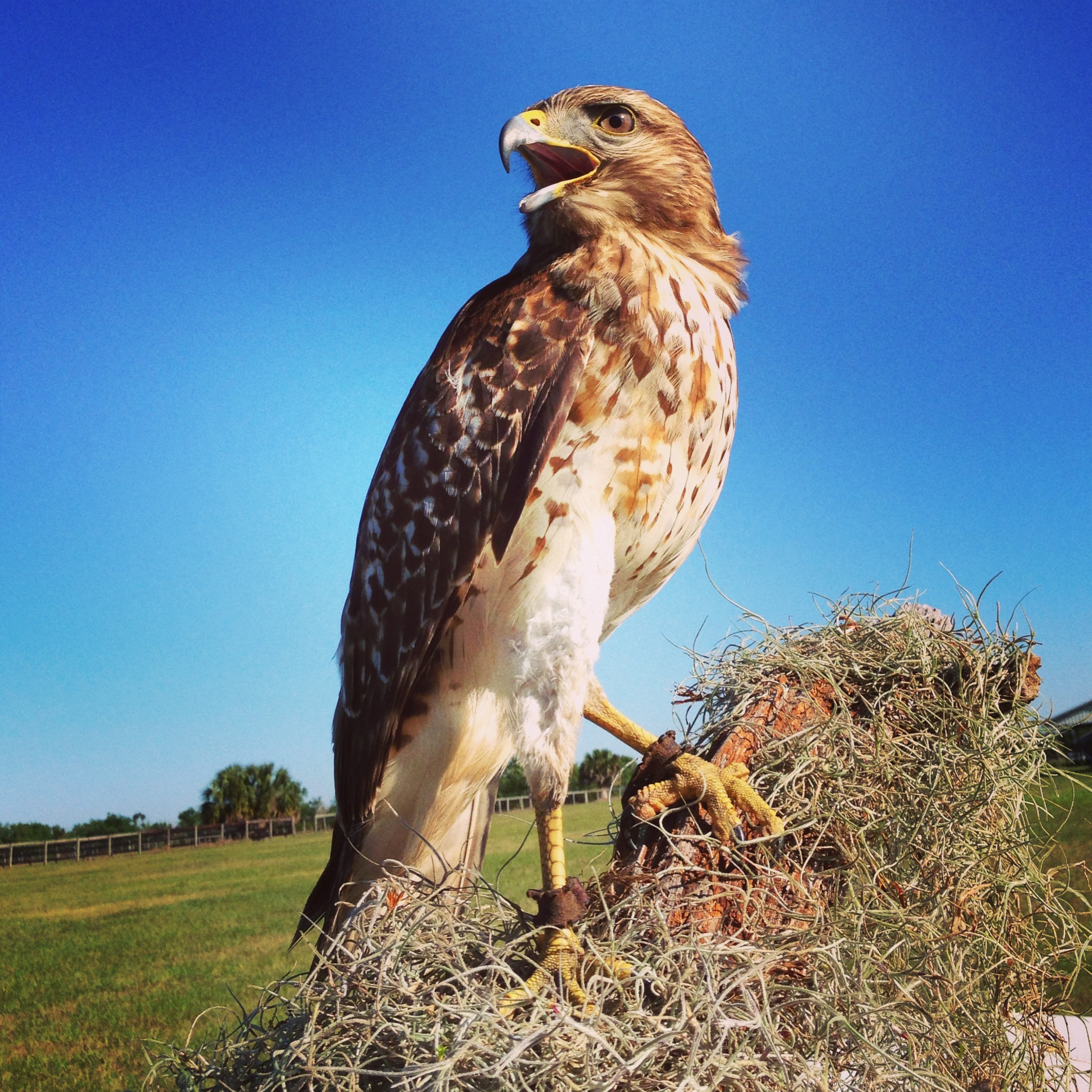